# Holanda (canción)
«Holanda» es una canción compuesta en 1995 por el músico argentino Luis Alberto Spinetta y Roberto Mouro, interpretada por la banda Spinetta y los Socios del Desierto en el álbum homónimo (CD2) de 1997, primero de la banda y 25º en el que tiene participación decisiva Spinetta. 
Spinetta y los Socios del Desierto fue un trío integrado por Marcelo Torres (bajo), Daniel Wirtz (batería) y Luis Alberto Spinetta (guitarra y voz).

## Contexto
El tema pertenece al álbum doble Spinetta y los Socios del Desierto, el primero de los cuatro álbumes de la banda homónima, integrada por Luis Alberto Spinetta (voz y guitarra), Marcelo Torres (bajo) y Daniel Wirtz (batería). El trío había sido formada en 1994 a iniciativa de Spinetta, con el fin de volver a sus raíces roqueras, con una banda de garaje. Los Socios ganaron una amplia popularidad, realizando conciertos multitudinarios en Argentina y Chile.
El álbum doble Spinetta y los Socios del Desierto ha sido considerado como una "cumbre" de la última etapa creativa de Luis Alberto Spinetta. El álbum fue grabado en 1995, pero recién pudo ser editado en 1997, debido a la negativa de las principales compañías discográficas, a aceptar las condiciones artísticas y económicas que exigía Spinetta, lo que lo llevó a una fuerte confrontación pública con las mismas y algunos medios de prensa.
El disco coincide con un momento del mundo caracterizado por el auge de la globalización y las atrocidades de la Guerra de Bosnia -sobre la cual el álbum incluye un tema-. En Argentina coincide con un momento de profundo cambio social, con la aparición de la desocupación de masas -luego de más de medio siglo sin conocer el fenómeno, la criminalidad -casi inexistente hasta ese momento-, la desaparición de la famosa clase media argentina y la aparición de una sociedad fracturada, con un enorme sector precario y marginado, que fue la contracara del pequeño sector beneficiado que se autodenominó como los "ricos y famosos".

## El tema
Es el segundo track del Disco 2 del álbum doble. Se trata de un tema pop rápido, de indudable influencia beatle. La letra fue escrita por Roberto Mouro -al igual que "Los duendes"- y es uno de los tres temas del disco cuya autoría fue compartida por Spinetta.
La letra relatada en segunda persona, transmite a la vez un sentimiento de gran amor y de gran dolor por la ausencia de la persona amada y el deseo de su llegada. 

Voy marchándome en tu reloj
voy viajando para siempre
cuando acabará este dolor
y que será de toda la gente

Cada vez que caes a mi
cada vez me cortas el aire, nena

Ya no hay voces desde aquí
ya no hay ecos en ningún lugar, no
Todo se quedó tal cual
yo solo quiero verte llegar oh
"Holanda" (fragmento)

Mouro fue un amigo personal de Spinetta, que compuso también otras canciones incluidas por el Flaco en sus álbumes, como «El marcapiel» (Téster de violencia, 1988), «Oboi» (Don Lucero, 1989), «Panacea» (Pelusón of milk, 1991), «Los duendes» (Spinetta y los Socios del Desierto, 1997), «Mundo disperso» (Silver Sorgo, 2001) y «Sinfín» (Pan, 2005). Comentando el aporte de Mouro en Silver Sorgo, Spinetta ha dicho:

Son "esas" letras las que Roby pone a funcionar, para que algo, entre los dos, se gatille.
Luis Alberto Spinetta